# Cyclophora albescens
Cyclophora albescens är en fjärilsart som beskrevs av Barend J. Lempke 1949. Cyclophora albescens ingår i släktet Cyclophora och familjen mätare. Inga underarter finns listade i Catalogue of Life.